# Шеридан, Киллиан
Ки́ллиан Ше́ридан (англ. Cillian Sheridan; 23 февраля 1989, Бейлиборо, Каван, Ирландия) — ирландский футболист, нападающий и левый вингер шотландского клуба «Данди». Имеет опыт выступлений за национальную сборную Ирландии.
За свою карьеру, помимо «Килмарнока», играл за такие клубы, как шотландские «Селтик», «Мотеруэлл» и «Сент-Джонстон», английский «Плимут Аргайл», болгарский ЦСКА (София), кипрские АПОЭЛ и «Омония».
Шеридан провёл 10 матчей в составе молодёжной сборной Ирландии. За первую команду «изумрудного острова» дебютировал 25 мая 2010 года в товарищеском поединке с Парагваем.

## Клубная карьера

### Ранние годы
Киллиан родился 23 февраля 1989 года в ирландском городке Бейлиборо. Первой командой Шеридана стал местный клуб «Бейлиборо Селтик». Затем Киллиан переехал в Дублин, где начал выступать за «Бельведер». Во время выступлений за эту команду Шеридан начал получать первые вызовы в молодёжные составы национальной сборной Ирландии. Также Киллиан с детства серьёзно занимался гэльским футболом — играл за клуб «Бейлиборо Шемрокс» и сборную графства Каван. Переезд в Шотландию окончательно утвердил выбор Шеридана в пользу футбола. Ради последнего он даже отказался от профессионального контракта с командой «Брисбен Лайонс», играющей в австралийской лиге по местному футболу.
Зимой 2006 года талантливого игрока заметили скауты шотландского клуба «Селтик». Они и пригласили Шеридана продолжить своё футбольное образование в Академии глазговцев. До этого ирландец был на просмотрах ещё в нескольких профессиональных командах «горной» страны.

### «Селтик»
10 февраля 2006 года Шеридан официально стал игроком «Селтика», подписав с клубом свой первый профессиональный контракт. В том же году Киллиан защитил диплом по прикладной космографии в Стратклайдском университете.
Первую половину сезона 2006/07 ирландец провёл в резервной команде «бело-зелёных», где добился заметного прогресса, после чего наставник дубля «кельтов», Джо Макбрайд, порекомендовал привлечь Киллиана к играм первого состава.
Дебют Шеридана во «взрослом» футболе состоялся 25 февраля 2007 года — заменив на 73-й минуте защитника Марка Уилсона в матче Кубка Шотландии против «Инвернесс Каледониан Тисл», ирландец сделал голевой пас Кенни Миллеру, точный удар которого принёс «Селтику» победу на последних секундах поединка. Через два дня Киллиан подписал с «бело-зелёными» новое соглашение о сотрудничестве сроком на три года.
21 октября следующего года Шеридан впервые вышел на поле в еврокубковом матче — в тот день «кельты» на стадионе «Олд Траффорд» в рамках игры группового этапа Лиги чемпионов соперничали с английским клубом «Манчестер Юнайтед». Через четыре дня ирландец был включён в стартовый состав «Селтика» на игру чемпионата Шотландии с «Хибернианом». В этом поединке, поразив на 36-й минуте ворота «хибс», Киллиан открыл счёт своим голам за «бело-зелёных».

### Аренды в «Мотеруэлл», «Плимут Аргайл» и «Сент-Джонстон»
Но закрепиться в основном составе «Селтика» ирландец не смог, и 2 февраля 2009 года он был отдан в аренду до конца сезона в клуб «Мотеруэлл». Уже 7 февраля Шеридан впервые вышел на поле в футболке «сталеваров» в поединке с «Сент-Мирреном». За полгода в Мотеруэлле Киллиан провёл 15 матчей, забил два мяча — в ворота «Инвернесса» и «Гамильтон Академикал».
13 августа Шеридан вновь оказался в аренде — на этот раз новым временным работодателем ирландца стал английский «Плимут Аргайл», который взял его по ссудному полугодичному соглашению. За «пилигримов» Киллиан сыграл 14 игр.
14 января 2010 года Киллиан вернулся в «Селтик». В Глазго ирландец пробыл всего две недели, после чего опять отправился в аренду, в «Сент-Джонстон». 17 февраля «святые» разгромили «Хиберниан» со счётом 5:1. Шеридан в этом поединке отметился «дублем». 30 марта «Сент-Джонстон» крупно переиграл «Рейнджерс» — Киллиан забил первый гол своей команды на 7-й минуте матча. За «святых» Шеридан провёл 18 матчей, в которых отметился шестью голами.

### ЦСКА (София)
13 августа 2010 года Киллиан официально стал игроком болгарского клуба ЦСКА, подписав с армейцами 3-летний контракт.
Дебют ирландца в составе «армейцев» состоялся 19 августа в поединке Лига Европы УЕФА, в котором новая команда Шеридана встречалась с валлийским коллективом «Нью-Сейнтс». Через десять дней Киллиан открыл счёт своим голам за ЦСКА, поразив ворота клуба «Сливен» в матче болгарского первенства. 25 сентября «дубль» ирландца принёс «армейцам» победу над «Монтаной» со счётом 2:0.
Летом 2011 года в прессе появились сообщения, что из-за финансовых проблем и смены руководства ЦСКА постарается продать Шеридана. В июле ирландец отправился на просмотр в эдинбургский «Хиберниан», однако клубы не смогли договориться по сумме трансфера. Также неудачно форвард пробовался в такие команды, как американские «Сиэтл Саундерс» и «Портленд Тимберс».

### Вторая аренда в «Сент-Джонстон»
21 июля Киллиан во второй раз в своей карьере по арендному соглашению перешёл в шотландский «Сент-Джонстон». Срок ссуды составил шесть месяцев. Через два дня Шеридан впервые сыграл за «святых» после своего второго прихода в клуб — соперником команды ирландца был «Абердин». 25 сентября Киллиан забил первые голы в текущей аренде в «Сент-Джонстоне», оформив «дубль» в ворота «Харт оф Мидлотиан». В следующих двух матчах ирландский форвард отличился ещё по разу, «огорчив» вратарей «Хиберниана» и «Килмарнока». Вскоре Шеридан получил травму подколенного сухожилия, выбившую его из строя на месяц. 10 января «святые» договорились с ЦСКА о продлении аренды Киллиана в своём клубе до конца сезона 2011/12.

### Возвращение в ЦСКА
По окончании аренды Шеридан вернулся в Болгарии. В первом же матче после этого, коим была игра второго квалификационного раунда Лиги Европы против словенской «Муры 05» ирландец был удалён с поля на 69-й минуте встречи. 28 августа Киллиан по взаимному соглашению с ЦСКА разорвал контракт с «армейцами».

### «Килмарнок»
6 сентября 2012 года ирландец подписал соглашение о сотрудничестве с клубом шотландской Премьер-лиги, «Килмарноком». 15 сентября форвард дебютировал в первом составе «килли», отыграв полный матч против «Хиберниана». Через неделю Шеридан забил свой первый гол за «Килмарнок», и, тем самым, он помог своей команде победить «Сент-Миррен» со счётом 3:1. Ещё через неделю Килилан отметился «хет-триком» в гостевой встрече с «Харт оф Мидлотиан». После матча капитан «килли» Мануэль Паскали восторженно отозвался о своём одноклубнике.

### Клубная статистика
| Клуб                     | Сезон                    | Чемпионат | Чемпионат | Кубок | Кубок | Кубок Лиги | Кубок Лиги | Еврокубки | Еврокубки | Итого | Итого |
| Клуб                     | Сезон                    | Игры      | Голы      | Игры  | Голы  | Игры       | Голы       | Игры      | Голы      | Игры  | Голы  |
| ------------------------ | ------------------------ | --------- | --------- | ----- | ----- | ---------- | ---------- | --------- | --------- | ----- | ----- |
| Селтик                   | 2006/07                  | 1         | 0         | 1     | 0     | —          | —          | —         | —         | 2     | 0     |
| Селтик                   | 2007/08                  | 1         | 0         | —     | —     | —          | —          | —         | —         | 1     | 0     |
| Селтик                   | 2008/09                  | 12        | 4         | —     | —     | 1          | 0          | 3         | 0         | 16    | 4     |
| Всего за «Селтик»        | Всего за «Селтик»        | 14        | 4         | 1     | 0     | 1          | 0          | 3         | 0         | 19    | 4     |
| Мотеруэлл                | 2008/09                  | 13        | 2         | 2     | 0     | —          | —          | —         | —         | 15    | 2     |
| Всего за «Мотеруэлл»     | Всего за «Мотеруэлл»     | 13        | 2         | 2     | 0     | 0          | 0          | 0         | 0         | 15    | 2     |
| Плимут Аргайл            | 2009/10                  | 13        | 0         | 1     | 0     | —          | —          | —         | —         | 14    | 0     |
| Всего за «Плимут Аргайл» | Всего за «Плимут Аргайл» | 13        | 0         | 1     | 0     | 0          | 0          | 0         | 0         | 14    | 0     |
| Сент-Джонстон            | 2009/10                  | 16        | 6         | 1     | 0     | 1          | 0          | —         | —         | 18    | 6     |
| Сент-Джонстон            | 2011/12                  | 28        | 4         | 2     | 1     | 2          | 0          | —         | —         | 32    | 5     |
| Всего за «Сент-Джонстон» | Всего за «Сент-Джонстон» | 44        | 10        | 3     | 1     | 3          | 0          | 0         | 0         | 50    | 11    |
| ЦСКА (София)             | 2010/11                  | 16        | 4         | 2     | 1     | —          | —          | 7         | 1         | 25    | 6     |
| ЦСКА (София)             | 2012/13                  | 3         | 0         | —     | —     | —          | —          | 1         | 0         | 4     | 0     |
| Всего за ЦСКА (София)    | Всего за ЦСКА (София)    | 19        | 4         | 2     | 1     | 0          | 0          | 8         | 1         | 29    | 6     |
| Килмарнок                | 2012/13                  | 23        | 9         | 3     | 1     | —          | —          | —         | —         | 26    | 10    |
| Всего за «Килмарнок»     | Всего за «Килмарнок»     | 23        | 9         | 3     | 1     | 0          | 0          | 0         | 0         | 26    | 10    |
| Всего за карьеру         | Всего за карьеру         | 126       | 29        | 12    | 3     | 4          | 0          | 11        | 1         | 153   | 33    |

(откорректировано по состоянию на 30 марта 2013)

## Сборная Ирландии
Шеридан провёл 10 матчей и забил два гола за молодёжную сборную Ирландии.
Дебют нападающего в первой команде «изумрудного острова» состоялся 25 мая 2010 года, когда «парни в зелёном» в товарищеском поединке встречались с Парагваем.
В составе сборной Ирландии на настоящий момент Шеридан провёл три матча.

### Матчи и голы за сборную Ирландии
| № | Дата            | Место                         | Оппонент  | Счёт | Голы Шеридана | Соревнование      |
| 1 | 25 мая 2010     | «РДС Арена», Дублин, Ирландия | Парагвай  | 2:1  | —             | Товарищеский матч |
| 2 | 28 мая 2010     | «РДС Арена», Дублин, Ирландия | Алжир     | 3:0  | —             | Товарищеский матч |
| 3 | 11 августа 2010 | «Авива», Дублин, Ирландия     | Аргентина | 0:1  | —             | Товарищеский матч |

Итого: 3 матча / 0 голов; 2 победы, 0 ничьих, 1 поражение.
(откорректировано по состоянию на 11 августа 2010)

### Сводная статистика игр/голов за сборную
| Сборная          | Год              | Отборочные матчи ЧМ | Отборочные матчи ЧМ | Финальные матчи ЧМ | Финальные матчи ЧМ | Отборочные матчи ЧЕ | Отборочные матчи ЧЕ | Финальные матчи ЧЕ | Финальные матчи ЧЕ | Товарищеские матчи | Товарищеские матчи | Итого | Итого |
| Сборная          | Год              | Игры                | Голы                | Игры               | Голы               | Игры                | Голы                | Игры               | Голы               | Игры               | Голы               | Игры  | Голы  |
| ---------------- | ---------------- | ------------------- | ------------------- | ------------------ | ------------------ | ------------------- | ------------------- | ------------------ | ------------------ | ------------------ | ------------------ | ----- | ----- |
| Ирландия         | 2010             | —                   | —                   | —                  | —                  | —                   | —                   | —                  | —                  | 3                  | 0                  | 3     | 0     |
| Всего за карьеру | Всего за карьеру | 0                   | 0                   | 0                  | 0                  | 0                   | 0                   | 0                  | 0                  | 3                  | 0                  | 3     | 0     |

(откорректировано по состоянию на 11 августа 2010)

## Достижения
«Селтик»
- Чемпион Шотландии (2): 2006/07, 2007/08
- Обладатель Кубка Шотландии: 2006/07
- Обладатель Кубка шотландской лиги: 2008/09

 ЦСКА (София)
- Обладатель Кубка Болгарии: 2010/11

 АПОЭЛ
- Чемпион Кипра (1): 2013/14
- Обладатель Кубка Кипра: 2013/14